# Hermanus Johannes Lovink
Hermanus Johannes Lovink (Terborg, 10 januari 1866 - Den Haag, 2 april 1938) was een Nederlands politicus voor de Christelijk-Historische Unie (CHU).
Lovink was lid van de Nederlandse Tweede Kamer van 1922 tot 1937.
Daarnaast was hij burgemeester van Alphen aan den Rijn van 1923 tot 1933.
Als lid en voorzitter van diverse officiële commissies was hij onder meer betrokken bij de voorbereiding van inpoldering van (delen van) de Zuiderzee.
In verband daarmee werd naar hem het Gemaal Lovink (1957) in Flevoland genoemd.
Zijn zoon Tony Lovink (1902-1995) heeft verscheidene ambtelijke en diplomatieke functies vervuld.

## Externe link

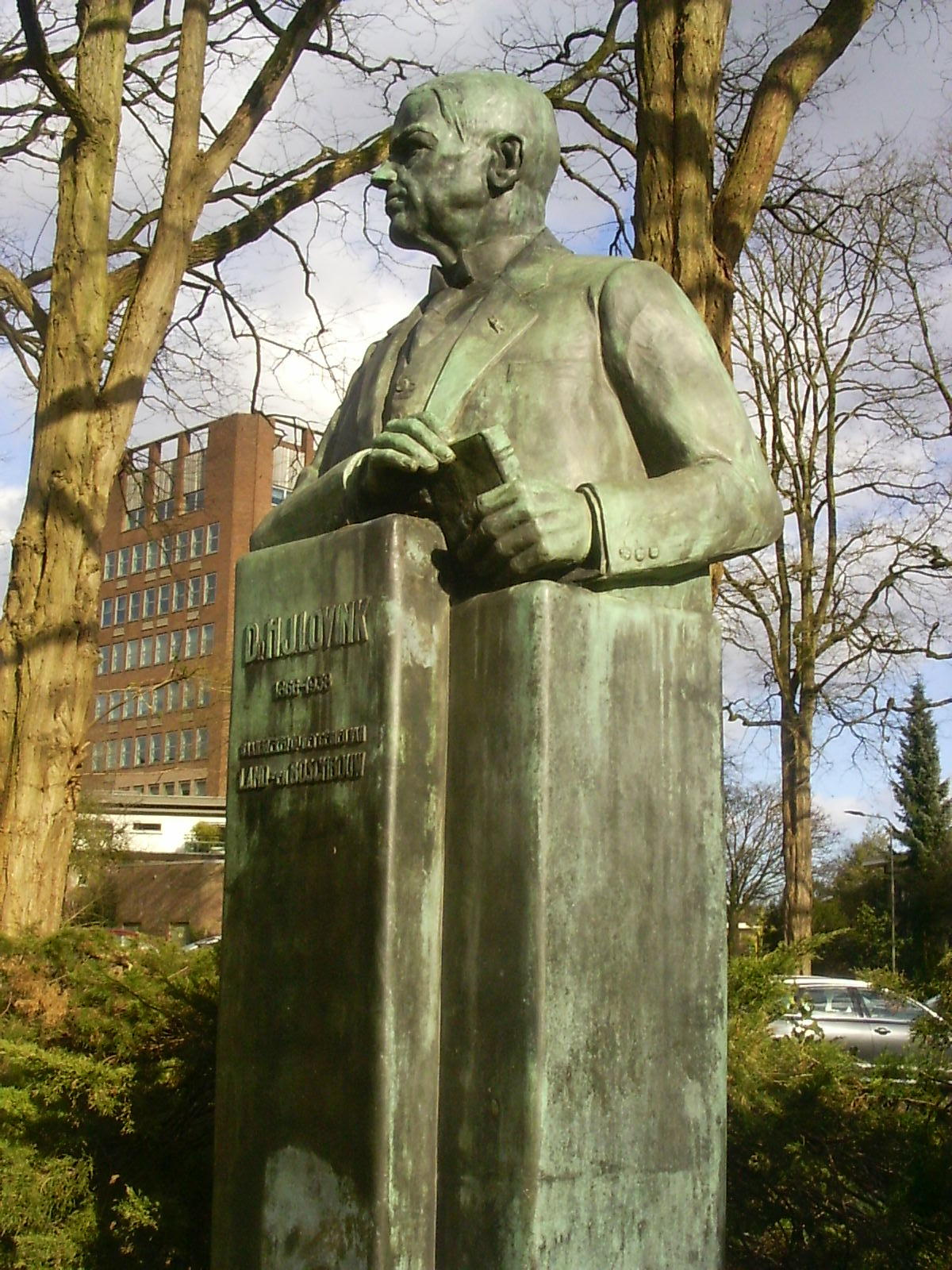
Standbeeld van Lovink door Gra Rueb in Arnhem